# پیرس گانیون
پیرس گانیون (انگلیسی: Pierce Gagnon؛ زادهٔ ۲۵ ژوئیهٔ ۲۰۰۵) یک هنرپیشه اهل ایالات متحده آمریکا است. وی از سال ۲۰۱۰ میلادی تاکنون مشغول فعالیت بوده‌است.
از فیلم‌ها یا برنامه‌های تلویزیونی که وی در آن نقش داشته‌است می‌توان به دارای هستی، کاش من اینجا بودم اشاره کرد.